# Chris Makepeace
Chris Makepeace (Montréal, 22 aprile 1964) è un attore canadese.

## Biografia
Figlio di Doreen e Harry Makepeace, fratello del fotografo canadese Tony Makepeace, ha iniziato la sua attività da attore all'età di 10 anni realizzando vari spot pubblicitari e partecipando a The Ottawa Valley per la tv canadese.
Divenuto famoso da giovane per aver preso parte a film come Polpette (che ha ottenuto un buon risultato ai botteghini, per il quale ha conseguito una nomination agli awards), nel ruolo di Rudy (uno dei ragazzi che partecipavano a un campeggio estivo), o La mia guardia del corpo (a seguito del quale il critico cinematografico Roger Ebert lo definì "one of the most engaging teenage characters I've seen in the movies in a long time", ovvero uno dei più impegnati teenager da lui visti in molto tempo nel mondo cinematografico), ha raggiunto una notorietà alla fine degli anni settanta e nel corso degli anni ottanta.

## Filmografia parziale
- The Ottawa Valley (1974)
- Polpette (Meatballs) (1979)
- La mia guardia del corpo (My Bodyguard) (1980)
- The Last Chase (1981)
- Lo Straniero Misterioso (The Mysterious Stranger) (1982)
- Labirinti e mostri (Labirinto letale) (Mazes and Monsters) (Dungeons and Dragons) (1982)
- Cuore di campione (The Terry Fox Story) (1983)
- The Oasis (Savage Hunger) (1984)
- Il gioco del falco (The Falcon and the Snowman) (1985)
- Titolo di studio: nonno (The Undergrads) (1985)
- Vamp (1986)
- Tre ragioni per non uccidere (Captive Hearts) (Fate of a Hunter) (1987)
- Aloha Summer (1988)
- Memoria immortale (Memory Run) (Synapse) (1996)
- Appuntamento sotto l'albero (Christmas in My Hometown) (A Holiday for Love) (1996)
- Short for Nothing (1998)
- Rivelazione finale (Full Disclosure) (2001)